# Església Catòlica Siríaca
L'Església Catòlica Siríaca o Siriana és una de les Esglésies Catòliques Orientals, que seguí la tradició de les esglésies que no acceptaren el Concili de Calcedònia, però que des de 1656 s'uní en plena comunió amb l'Església Catòlica. Les seves llengües litúrgiques són el siríac i l'àrab. És una de les esglésies que segueixen el ritu antioquè. La seva seu patriarcal és a Beirut.

## Llista des patriarques catòlics siríacs d'Antioquia(primats de l'Església Catòlica Siríaca)

### Patriarques d'Antioquia i de tot l'Orient
- Ignasi Andreu Akhidjan (1662-24 de juliol de 1677)
- Ignasi Pere VI Chaahbadine (1677-febrer de 1702)
  - Patriarcat abolit (febrer de 1702-22 de gener de 1782)
- Ignasi Miquel III Jarweh (22 de gener de 1782-4 de setembre de 1800)
- Ignasi Miquel IV Daher (20 de desembre de 1802-1810)
- Ignasi Simó II Zora (2 de gener de 1811- 1 de juny de 1818)
- Ignasi Pere VII Jarweh (febrer de 1820-16 d'octubre de 1851)
- Ignasi Antoni I Semheri (30 de març de 1853-14 de març de 1864)
- Ignasi Felip I Arkousse (6 d'agost de 1866-7 de març de 1874)
- Ignasi Jordi V Chelhot (21 de desembre de 1874-1891)
- Ignasi Behnam II Benni (12 d'octubre de 1893-13 de setembre de 1897)
- Ignasi Efrem II Rahmani (9 d'octubre de 1898-7 de maig de 1929)
- Ignasi Gabriel I Tappouni (24 de juny de 1929-29 de gener de 1968)
- Ignasi Antoni II Hayek (10 de març de 1968-23 de juliol de 1998)
- Ignasi Moisès I Daud (13 d'octubre de 1998-8 de gener de 2001)
- Ignasi Pere VIII Abdel-Ahad (16 de febrer de 2001-25 de gener 2008)
- Ignasi Josep III Yunan (21 de gener de 2009-)